# كروسبي إي. سانت
كروسبي إي. سانت (بالإنجليزية: Crosbie E. Saint)‏ هو عسكري أمريكي، ولد في 29 سبتمبر 1936 في West Point, New York ‏ في الولايات المتحدة، وتوفي في 7 مايو 2018 في بيثيسدا في الولايات المتحدة بسبب سكتة.